# Кутра коноплёвая
Ку́тра коноплёвая, или Кутра конопля́ная (лат. Apócynum cannábinum) — многолетнее травянистое растение семейства Кутровые (Apocynaceae). Родина растения — южные районы Северной Америки. Произрастает в горах до 2000 метров над уровнем моря.
В некоторых источниках используют русское название вида Кендырь коноплёвый, однако, Кендырь (Trachomitum Woodson) это другой очень близкий род того же семейства, часто объединяемый с родом Кутра.

## Биологическое описание
Обладает крупным толстым вертикальным корневищем, переходящим в более тонкий стержневой корень. От корневища отходят горизонтальные побеги, достигающие 2—4 метра в длину.
Корневища и корни длиной 5—15 см, шириной 0,5—1,5 см, продольно-морщинистые, с поверхностности тёмно-бурые или красновато-бурые, на изломе слабоволокнистые или гладкие, с узкой серовато-белой корой и широкой светло-жёлтой древесиной. Запах слабый.
Стебли вертикальные, высотой 1—1,5 метра, ветвистые.
Листья супротивные, короткочерешковые, яйцевидные, короткозаострённые.
Цветки правильные, собранные в небольшие щитковидные соцветия.
Плод — сложная листовка, семена снабжены летучкой из волосков.

### Разновидности
- Apocynum cannabinum var. angustifolium (Woot.) N.H.Holmgren
- Apocynum cannabinum var. glaberrimum A.DC.
- Apocynum cannabinum var. greeneanum (Bég. & Bel.) Woodson
- Apocynum cannabinum var. hypericifolium Gray
- Apocynum cannabinum var. nemorale (G.S.Mill.) Fern.
- Apocynum cannabinum var. pubescens (Mitchell ex R.Br.) Woodson
- Apocynum cannabinum var. suksdorfii (Greene) Bég. & Bel.

## Применение

### Лекарственное сырьё
В Северной Америке растение применяли как народное средство от водянки. В 1911 году немецкие ученые Тауб и Фикевирт выделили из подземных органов растения кристаллический гликозид цимарин и установили, что по фармакологической активности он близок строфантину.
В России растение как лекарственное средство впервые упоминается А. П. Нелюбиным в «Фармакографии» (1827), а во второй половине XIX века препараты из этого растения, как импортное средство, появились в русских аптеках.
В качестве лекарственного сырья используют корневище и корень кутры коноплёвой (лат. Rhizoma et radix Apocyni cannabini). Их собирают осенью, отмывают от загрязнений и сушат. Они содержат сумму сердечных гликозидов (типа карденолидов) — производных строфантидина — с преобладанием цимарина и К-строфантина.

### Волокна
Кора растения даёт крепкие, водостойкие волокна длиной 12—18 мм, весьма схожие с льняными. Волокна кутры коноплёвой широко применялась и высоко ценились многими североамериканскими индейскими народами.
В СССР опытные плантации были заложены в 30-х годах XX века для использования надземной части растения в качестве сырья для производства технических волокон, и только к концу 1950-х годов из него начали получать препараты строфантоподобного действия.